# Grißheim
Grißheim est un village du Markgräflerland, dans l'actuel Land de Bade-Wurtemberg, en Allemagne. Grißheim était un village indépendant jusqu'à son incorporation dans la commune de Neuenburg am Rhein le 1er janvier 1974. L'actuel quartier de Grißheim comporte 1 347 (au 31 décembre 2008).

## Géographie
Grißheim se situe à huit kilomètres au nord du centre de la ville de Neuenburg am Rhein et à deux kilomètres et demi à l'est du Rhin, qui forme la frontière avec la France. Le village se trouve à peu près au milieu du triangle formé par les villes de Fribourg-en-Brisgau, Bâle et Mulhouse. Le territoire de Grißheim a une superficie de 15,08 km2. Près d'un quart du domaine comporte une forêt qui rejoint le Rhin. En dehors des habitations, Grißheim comporte des surfaces cultivables. Le relief du territoire est plat ; Grißheim se situe à 215 m au-dessus du Normalhöhennull (en) (zéro normal d'altitude).

## Histoire
Selon les documents des archives de Colmar, Grißheim est mentionné pour la première fois en l'an 805 sous le nom de « villa Gresheim in pago Brisachgaginse » dans l'enregistrement de l'abbaye de Murbach. En 1185, le village est mentionné sous le nom de « Crisheim », de « Grissen » en 1481, puis sous son nom actuel. Un document datant de l'époque alémanique montre l'existence d'un champ funéraire aux alentours de Grißheim au VIe siècle. Le village appartient ensuite à la seigneurie du comte de Fribourg-en-Brisgau, puis devient un fief du baron de Staufen im Breisgau. Le 3 mai 1314, Bruder Hermann achète le village de « Crisheim » à Hachberg, commandeur de l'ordre de Saint-Jean, de Diethelm et de Staufen, pour la somme de 280 Marks.
Après la guerre de Trente Ans, Grißheim est quasiment abandonné. Mais au milieu du XVIIe siècle, une importante arrivée de Suisses fait revivre le village. Au cours de la sécularisation, Grißheim est rattaché au grand-duché de Bade le 15 avril 1805. En l'an 1850, le village comporte 1 057 âmes, qui vivent alors dans la pauvreté et le besoin. Grâce à la construction de la mine de sel de Buggingen (de) démarre une nouvelle époque pour Grißheim : ses habitants ne vivent plus dans le manque, mais dans la prospérité..
Durant la Seconde Guerre mondiale, l'église du village, construite en 1756, est sévèrement dégradée.

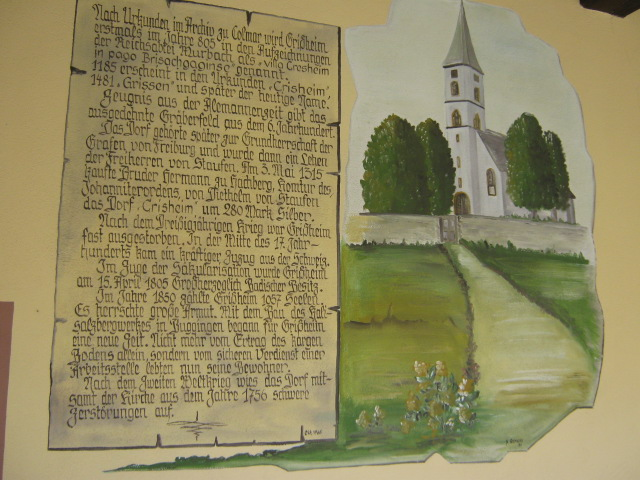
Image historiographique de K. Renkert, dans la galerie de l'hôtelde ville (côté sud)
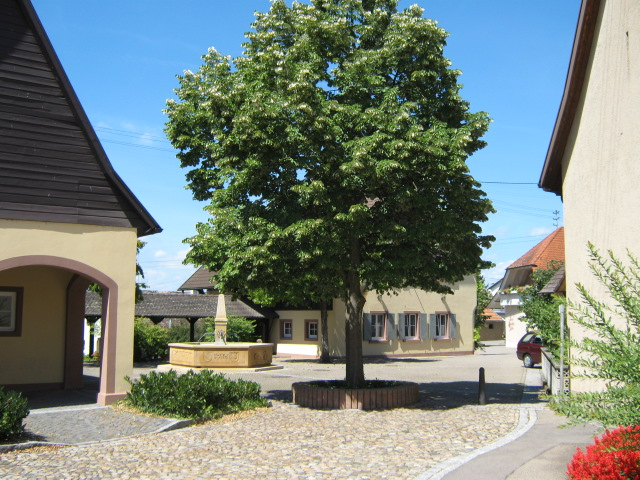
La place du village, avec un tilleul et une fontaine ; à gauche, l'extrémité de la galerie de l'hôtel de ville

## Curiosités
- Église Saint-Michel construite en 1756
- La Borne myriamétrique rhénane la plus au sud (borne IV/4). Située au kilomètre du Rhin no  206,5, c'est la première pierre de mesure internationale du fleuve ; la borne a été posée vers 1870. Il y a une borne du côté allemand près de Grißheim, et une du côté français, près de Blodelsheim, sur l'île du Rhin, située sur le Grand Canal d'Alsace.
- De nombreuses croix de chemin, qui constituent deux chemins de croix[3].

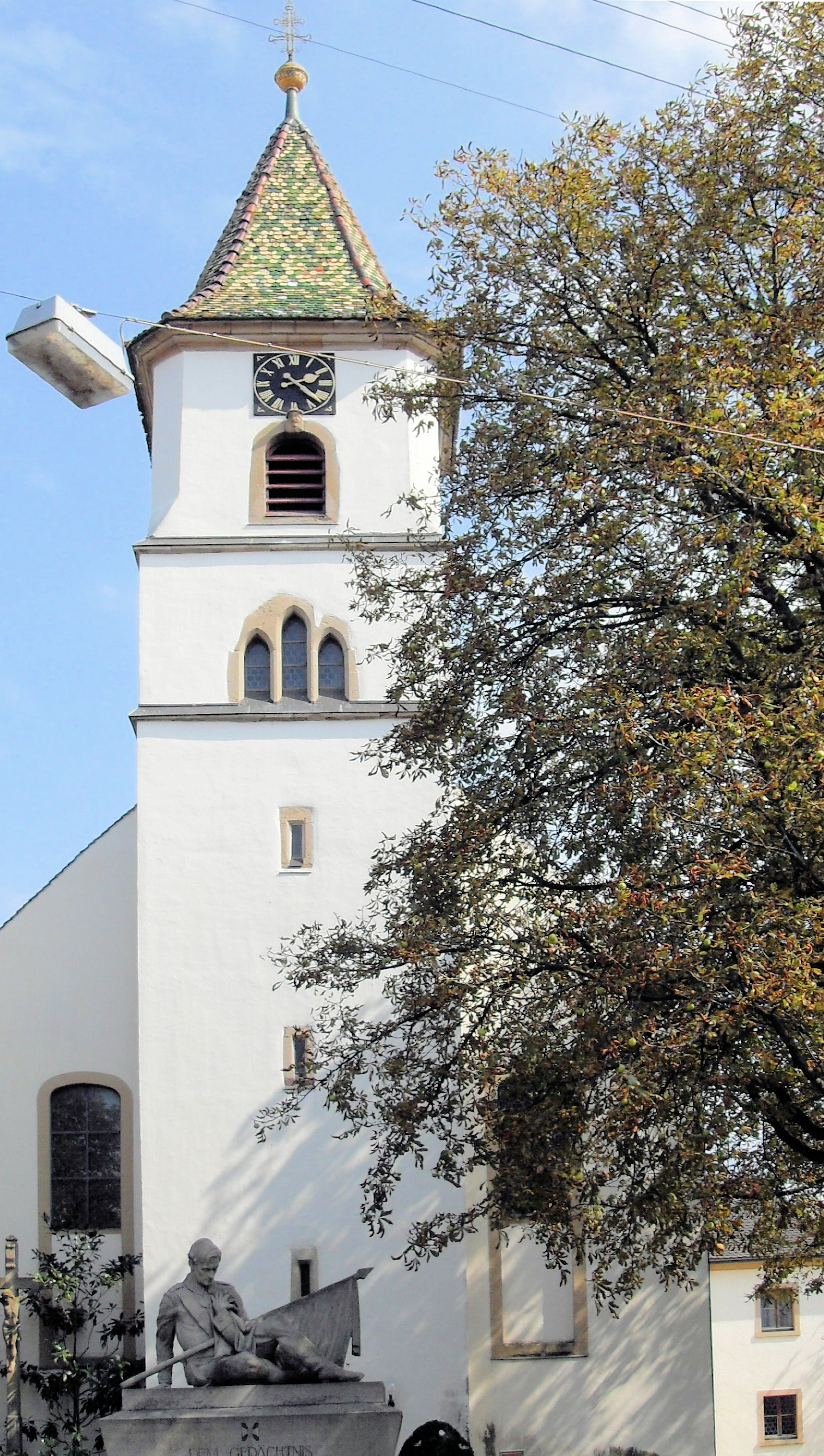
Église Saint-Michel, côté ouest
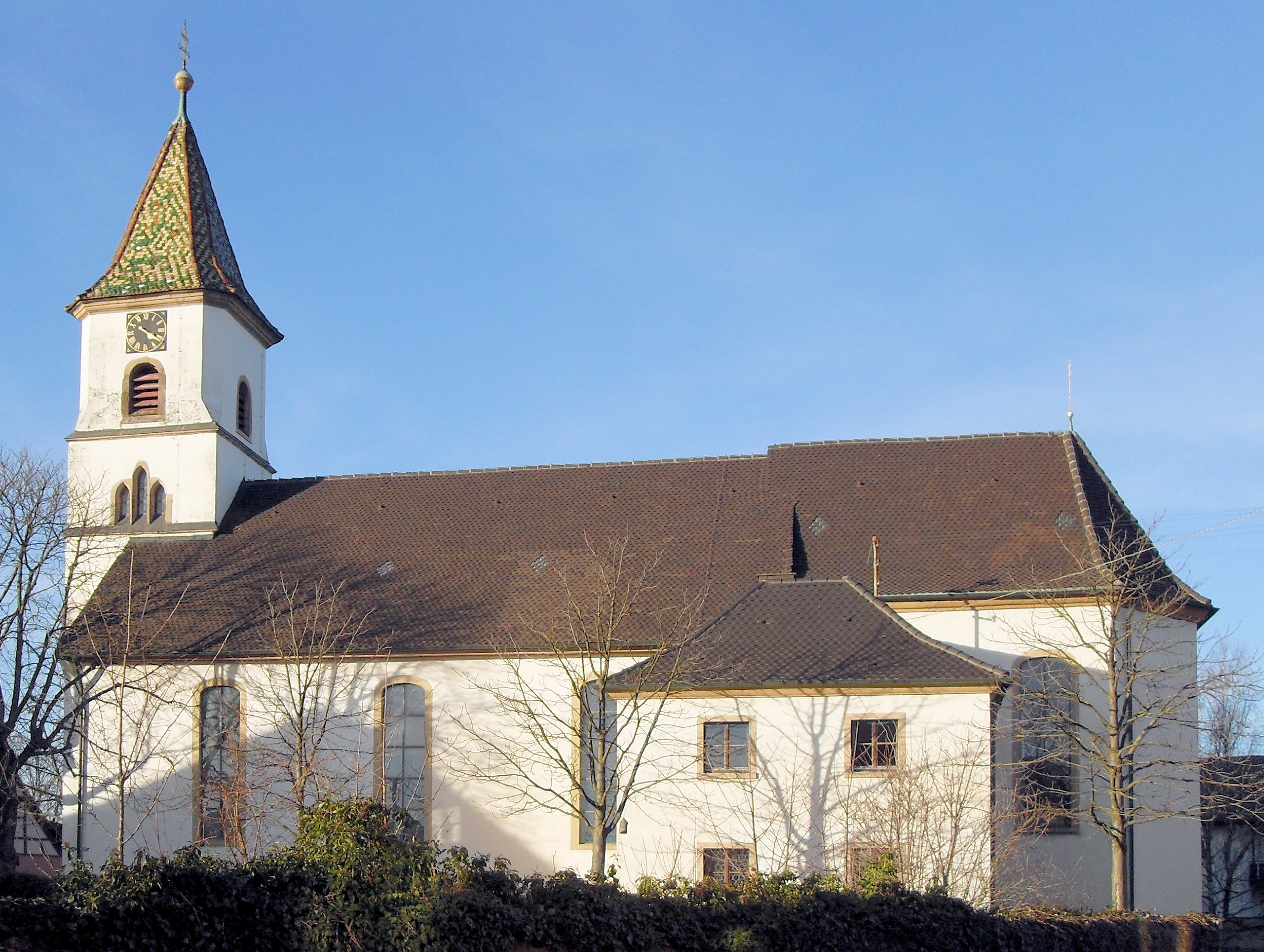
Église Saint-Michel, côté suf
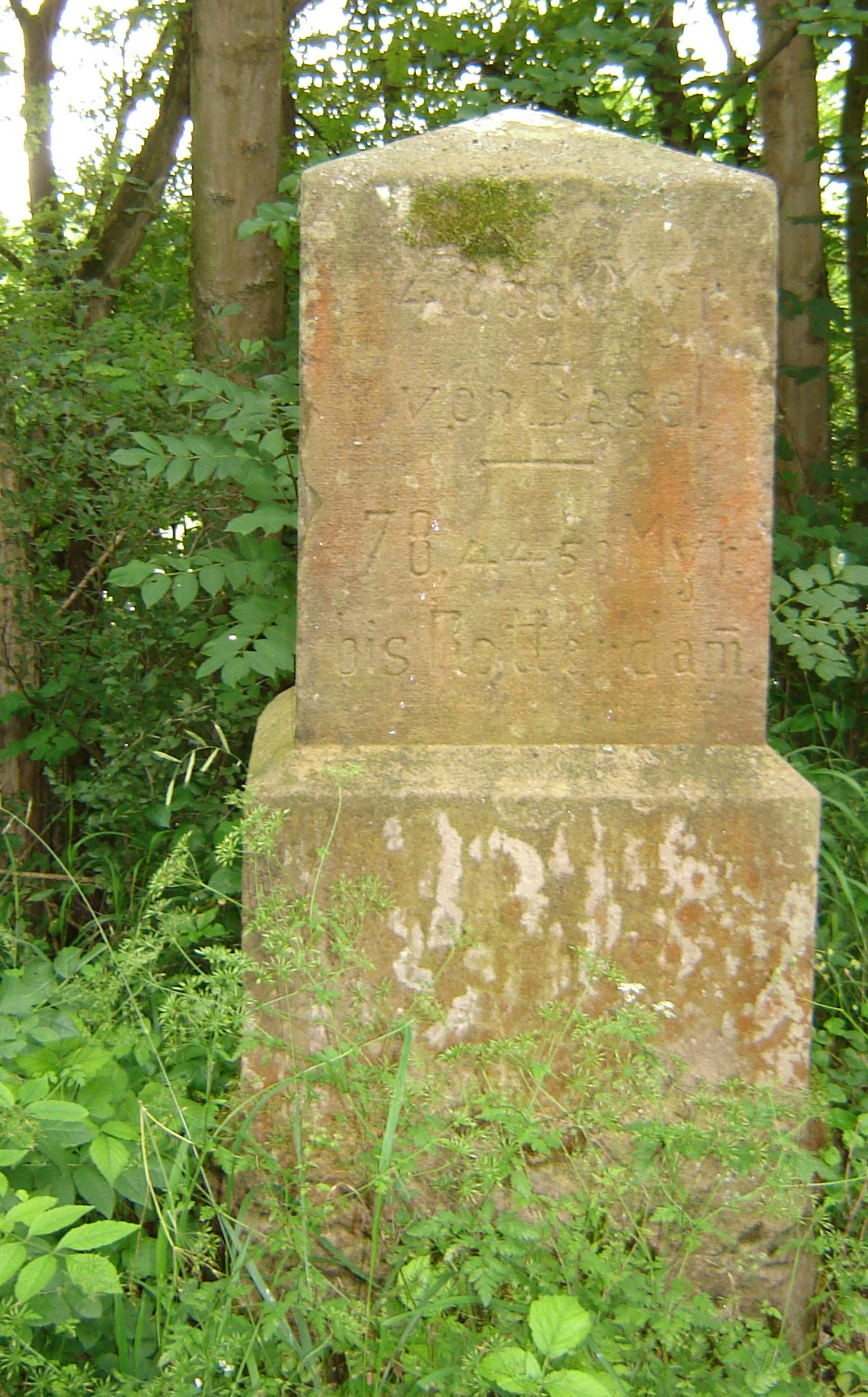
Borne myriamétrique IV/4 près de Blodelsheim
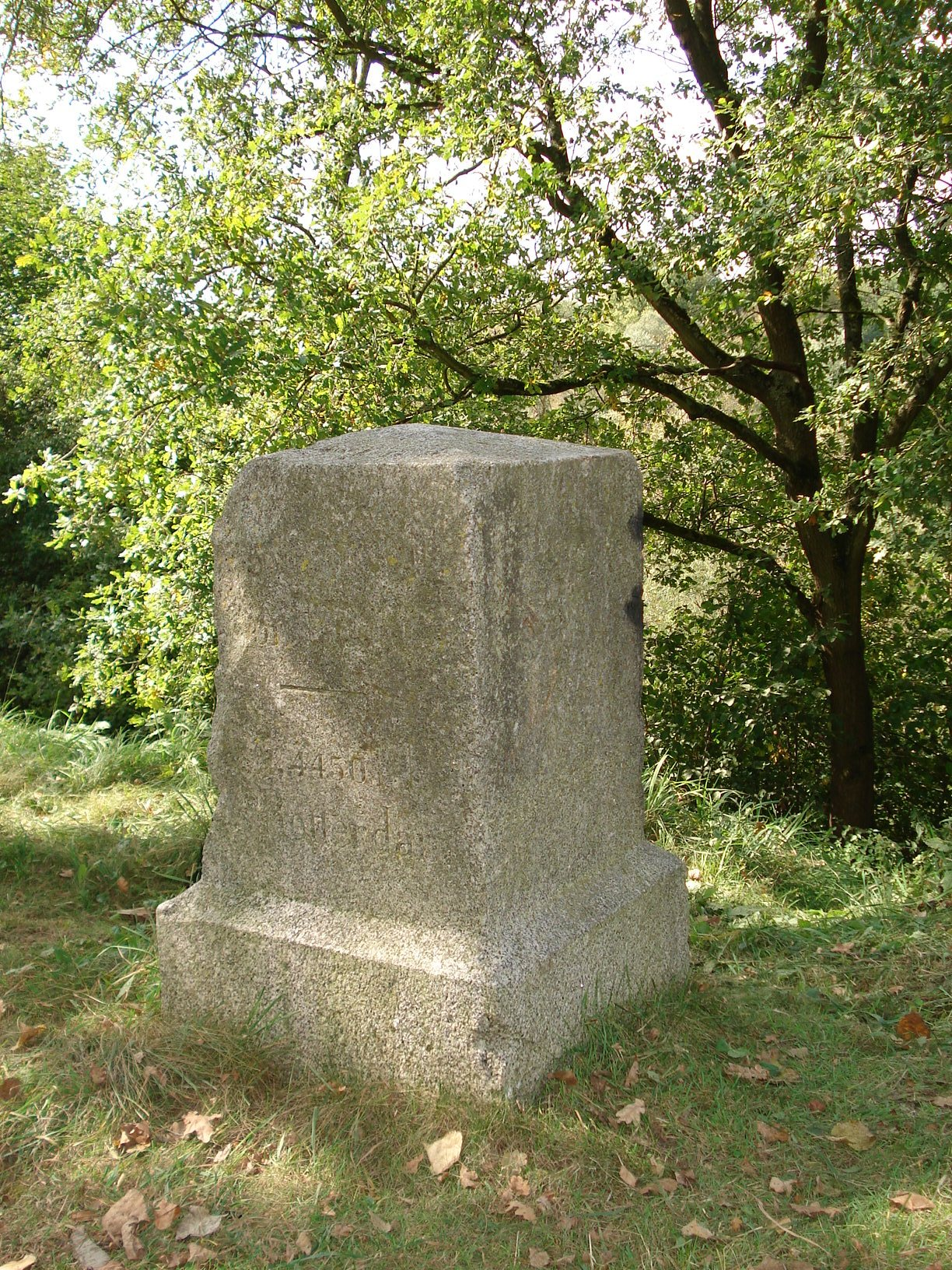
Borne myriamétrique IV/4 près de Grißheim

## Blason

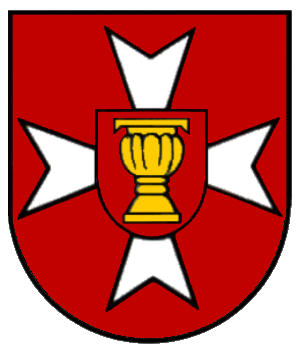
Blason de Grißheim

Le blason de Grißheim est décrit ainsi : « de rouge et d'une croix de Saint-Jean décorée d'un écusson en cœur sur lequel figure un calice d'or recouvert d'or ».